# Klaus Lang (Gewerkschafter)
Klaus Lang (* 24. November 1943 in Iglau/Jihlava) ist ein deutscher Theologe, Gewerkschafter und Arbeitsdirektor.

## Leben
Klaus Lang stammt aus Iglau/Mähren in der ehemaligen Tschechoslowakei und ist nach der kriegsbedingten Vertreibung und Flucht im Mai 1945 im österreichischen Graz aufgewachsen. Dort hat er 1961 seine Matura (Abitur) abgelegt. Bis 1966 studierte er in Graz, Bonn und Wien Katholische Theologie, Psychologie und Politik. 1967 bis 1969 war er Verwalter einer wissenschaftlichen Assistentenstelle an der katholisch-theologischen Fakultät der Universität Wien. Er war in Wien in der Studentenbewegung und in der „Aktion kritisches Christentum“ aktiv. 1969 promovierte Lang in Wien zum Doktor der Theologie mit dem Thema Das Alte Testament im evangelischen und katholischen Religionsunterricht vom Ausgang des Mittelalters bis zur Gegenwart.
1969 wurde Lang als Vorsitzender der Katholischen Deutschen Studenten-Einigung (KDSE) gewählt. Er war der Kandidat jener Studierenden, die sich auch in der KDSE im Zuge der 68er-Bewegung zunehmend gesellschaftskritisch politisiert hatten und sich aufgrund des Zweiten Vatikanischen Konzils auch gegenüber den kirchlichen Autoritäten als mündige Christen verstanden. Wegen der daraus sich ergebenden inhaltlichen Differenzen, wurde der KDSE von den katholischen Bischöfen zunächst der pastorale Auftrag, das Recht den Namen „katholisch“ zu führen und letztlich die finanzielle Unterstützung entzogen. Das bedeutete 1973 das Ende der KDSE und für Klaus Lang den Verlust seiner Arbeitsstelle und eine anderthalbjährige Arbeitslosigkeit. In der Nachfolgeorganisation Arbeitsgemeinschaft katholischer Studenten- und Hochschulgemeinden (AGG), bei deren Gründung Lang noch mitwirkte, blieben die Studierenden allerdings bei ihrer kritischen Haltung und erlitten im Jahr 2000 erneut die Auflösung ihrer Interessenvertretung durch die Bischöfe. Klaus Lang versuchte, bei der Deutschen Forschungsgemeinschaft für ein Forschungsprojekt über den politischen Katholizismus in Deutschland nach 1945 Fördermittel zu bekommen. Dies misslang jedoch, da er nach seinen Worten „im kirchlichen Umfeld quasi Berufsverbot hatte“.
1976 wurde Klaus Lang im von Hans Matthöfer geführten Bundesministerium für Forschung und Technologie zunächst Referent und später stellvertretender Pressesprecher. In dieser Funktion organisierte er unter anderem den umstrittenen „Bürgerdialog Kernenergie“, den er fair und offen zu gestalten suchte, in dem auch in Broschüren des Ministeriums, z. B. in der „Bürgerinformation“ vom Oktober 1975, Atomkraftgegner zu Wort kamen. Seine berufliche Karriere als Gewerkschafter begann Klaus Lang 1979 als Pressesprecher des Vorstandes der IG Metall in Frankfurt am Main. 1981 wurde er Leiter der Abteilung Tarifpolitik des Vorstandes. Von 1993 an leitete er die Abteilung des 1. Vorsitzenden Klaus Zwickel und war Geschäftsführer der Otto-Brenner-Stiftung, Mitglied des Vorstandes der Hans-Böckler-Stiftung, Mitglied im Aufsichtsrat der Beteiligungsgesellschaft der Gewerkschaften (BGAG) und stellvertretender Vorsitzender der Aufsichtsräte Thyssen Krupp Nirosta und Thyssen Krupp Stainless. 2003 übernahm Klaus Lang die Aufgabe des Arbeitsdirektors der Georgsmarienhütte (Unternehmen), einem großen Stahlwerk am Rande von Osnabrück, welches zu den führenden europäischen Anbietern von Stabstahl, Halbzeug und Blankstahl aus Qualitätsstahl und Edelbaustahl zählt.
Lang ist seit 1969 Gewerkschaftsmitglied und seit 1970 Mitglied der SPD. Er lebt heute in Osnabrück und in Popelau an der Elbe.

## Wirken
Nach Cornelia Girndt hat die FAZ Klaus Lang im Zusammenhang seiner Ernennung zum Leiter der Abteilung Tarifpolitik des Vorstands der IG Metall zum „wichtigsten Vordenker der Gewerkschaften“ gekürt. Außerdem kursiere über ihn damals das flapsig gemeinte Gerücht, er habe als Jesuitenschüler den winzigen Schritt getan von der Unfehlbarkeit der katholischen Kirche zur Unfehlbarkeit der weltgrößten Gewerkschaft IG Metall. Die französische Zeitung Le Monde bezeichnete ihn einmal als die „eminenz gris“ der IG Metall. Bei der IG Metall war seine Berufung „damals eine Revolution. Darf das einer, der von außen kommt? Darf das ein Theologe?“ Doch diese Bedenken verstummten bald. Nach seiner Meinung haben drei Themen seine Zeit bei der IG-Metall bestimmt: „Die 35-Stunden-Woche in der Metall- und Elektroindustrie, die Tarifreform 2000 und die Übertragung des Tarifsystems auf die neuen Bundesländer.“ In seine Zeit bei der IG Metall fällt auch das „Bündnis für Arbeit“, 1995, als dessen Urheber er gilt und das in den Gewerkschaften umstritten war. Aus seiner Sicht sollte damit in Gesprächen und Verhandlungen zwischen Bundesregierung, Arbeitsgeberverbänden und Gewerkschaften die Wirtschafts- und Beschäftigungskrise überwunden und der Sozialstaat reformiert werden. Folgende Sätze sind für die Gewerkschaftsarbeit von Klaus Lang signifikant: „Die Gewerkschaften müssen innerhalb der kollektiven Interessenvertretung, die weiterhin notwendig ist, mehr Differenzierung und Wahlfreiheit ermöglichen und Anspruchsrechte für mehr Selbstorganisation und Selbstbestimmung in der Arbeit schaffen. … Es geht um Werte, die sich nicht verändern: Solidarität, Gerechtigkeit, Gleichheit, Freiheit, Toleranz.“
Als Klaus Lang 2003 die Stelle des Arbeitsdirektor der Georgsmarienhütte Holding GmbH mit damals 50 Unternehmen in Deutschland und Österreich übernahm, befasste sich Christian Litz in einem Artikel im Magazin Brand eins unter dem Titel Der Arbeiterführer mit dem ungewöhnlichen Wechsel von der Leitung der IG Metall zum Geschäftsführer eines Stahlwerks. Unter Lang als Geschäftsführer wurden das Leitbild für das Stahlwerk und die gesamte Gruppe erarbeitet, die Zahl der Ausbildungsplätze erhöht und ein betriebliches Gesundheitsmanagement eingeführt. Im Stahlwerk selbst wurden unter anderem der Elektroofen erneuert, neue 160-Tonnen-Hubbalkenöfen als Teil der Walzstraße fertiggestellt und die Finalbetriebe ertüchtigt. Im Jahr 2006 feierte die GMH ihr 150-jähriges Bestehen. Bei einem Festakt, zu dem Angela Merkel, Christian Wulff, Kunden, Freunde und Angehörige der GMH eingeladen waren, wurde der Gründung durch Georg V. und Königin Marie mit vielen Festgästen gedacht.
Seit seinem Eintritt in den Ruhestand zu Ende 2008 engagiert sich Klaus Lang ehrenamtlich in verschiedenen Bereichen. Er war von 2009 bis 2018 Vorsitzender der Osnabrücker Bürgerstiftung und leitet heute noch für die Bürgerstiftung das offene und niederschwellige Kulturprojekt „K 3“ für Kinder und Jugendliche.
Er ist Mitglied im Stiftungsrat der Stiftung Menschenrechte, der Förderstiftung von Amnesty International und im Sozialethischen Arbeitskreis Kirchen und Gewerkschaften.

## Schriften (Auswahl)
- Die Weihnachtstexte in der Bibelkatechse. Herder: Freiburg im Brg. 1967
- gemeinsam mit Bruno Dreher: Theologische Erwachsenenbildung: Didaktisch-methodische Einführung. (1969)
- Flexibilisierung der Arbeitszeit: Maßarbeit ist angesagt. In: Wilfried E. Flex, Personal 2000. FAZ-Gabler: Wiesbaden 1991
- (mit Kay Ohl): Lean production. Herausforderungen und Handlungsmöglichkeiten. Bund-Verlag, Köln 1993
- (mit Hartmut Meine, Kai Ohl): Arbeit-Entgelt-Leistung. Tarifanwendung im Betrieb. 3. Aufl., Bund-Verlag: Köln 2001
- (mit Reinhard Kuhlmann): Bündnis für Arbeit – Reformperspektive für Vollbeschäftigung und Sozialstaat. In: Gewerkschaftliche Monatshefte 3/1996, S. 189–200
- Chancen für ein europäisches Kultur- sozial- und Politikmodell. In: W. Fricke (Hrsg.): Jahrbuch Arbeit und Technik 2002/2002, Verlag Dietz Nachf.: Bonn 2001
- (mit Stefan Schaumburg): Soziale Innovation durch Tarifpolitik – Erfahrungen der IG Metall. In: Tarifpolitik als Gesellschaftspolitik. Strategische Herausforderungen im 21. Jahrhundert. VSA-Verlag: Hamburg 2017
- Klaus Lang, Stefan Schaumburg: Handbuch Tarifvertrag – Geschichte –Praxis-Perspektiven, Bund-Verlag, Frankfurt am Main 2022, ISBN 978-3-7663-7157-7